# Chiesa di Santo Stefano alla Lizza
La chiesa di Santo Stefano alla Lizza è una chiesa sconsacrata situata nel centro storico di Siena, su via dei Gazzani in angolo con la piazza della Lizza. È adibita ad auditorium per concerti dell'Italian Opera Siena.

## Storia e descrizione
L'edificio, attestato verso la fine del XII secolo, è privo di forme romaniche perché riedificato nel 1671-1675. Nel 1779 la zona venne valorizzata su progetto di Antonio Matteucci, creando una zona di passeggio pubblico e giardino (i giardini della Lizza), ampliata e abbellita nel 1872.
Il classicheggiante prospetto è in mattoni ed in parte intonacato. È coronato da un timpano con oculo, preceduto da una scala ed ornato di quattro lesene in mattoni, una finestra rettangolare e un portale timpanato.
L'interno consiste in un'unica aula absidata che era dominata dal grande polittico con la Madonna col Bambino e santi (primo ventennio del XV secolo) di Andrea Vanni con predella di Giovanni di Paolo (sei Storie di santo Stefano e la Crocifissione con i santi Girolamo e Bernardino al centro), oggi nel Battistero di Siena per esigenze protettive. Sull'altare destro era la Visitazione di Rutilio Manetti, mentre nell'abside era una rovinata Deposizione di Cristo di Antonio Buonfigli, pure in deposito nel battistero. Sull'altare a sinistra era presente un San Bartolomeo in legno, opera di Guido del Tonghio.

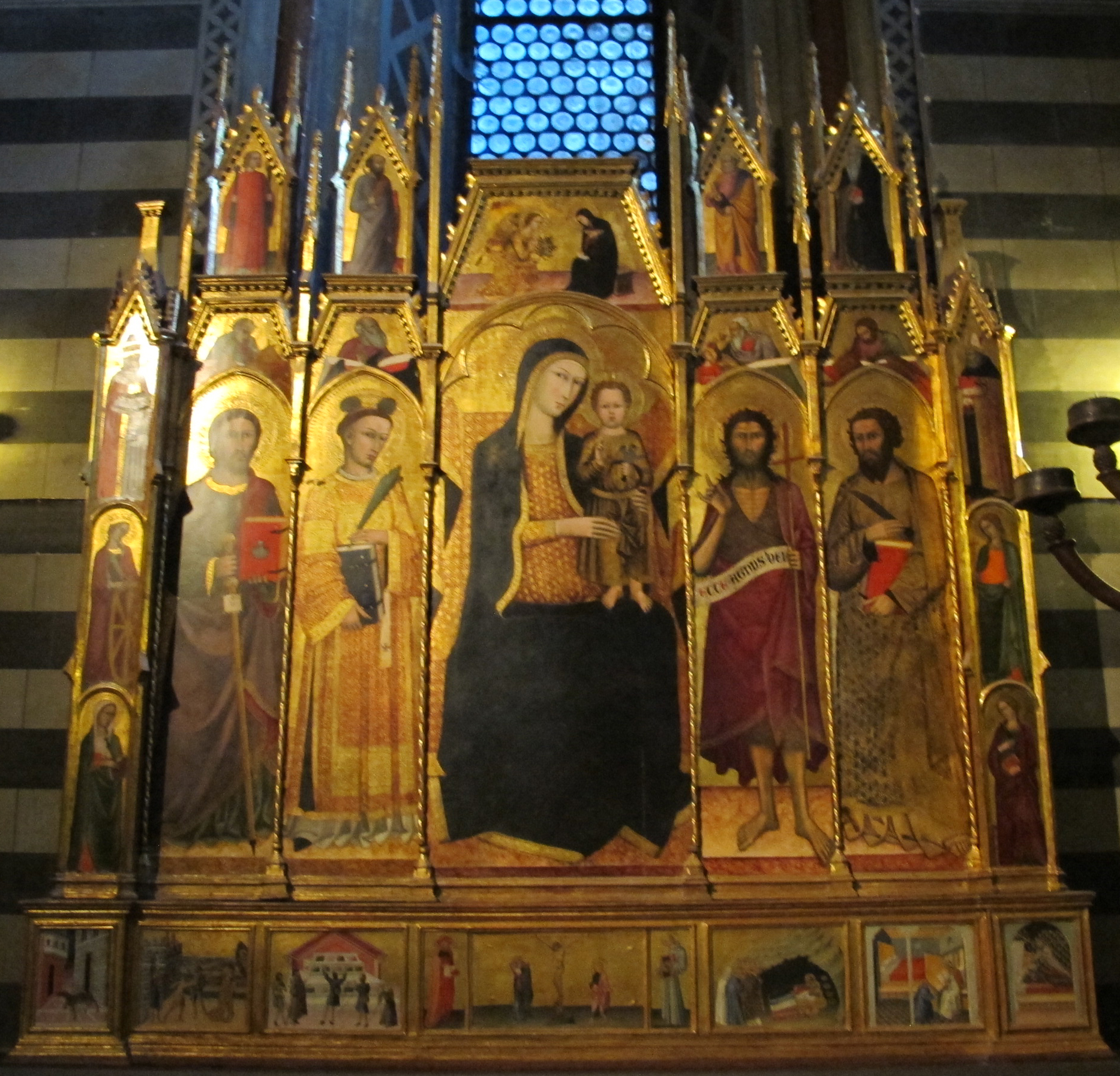
Polittico di Andrea Vanni con predella di Giovanni di Paolo
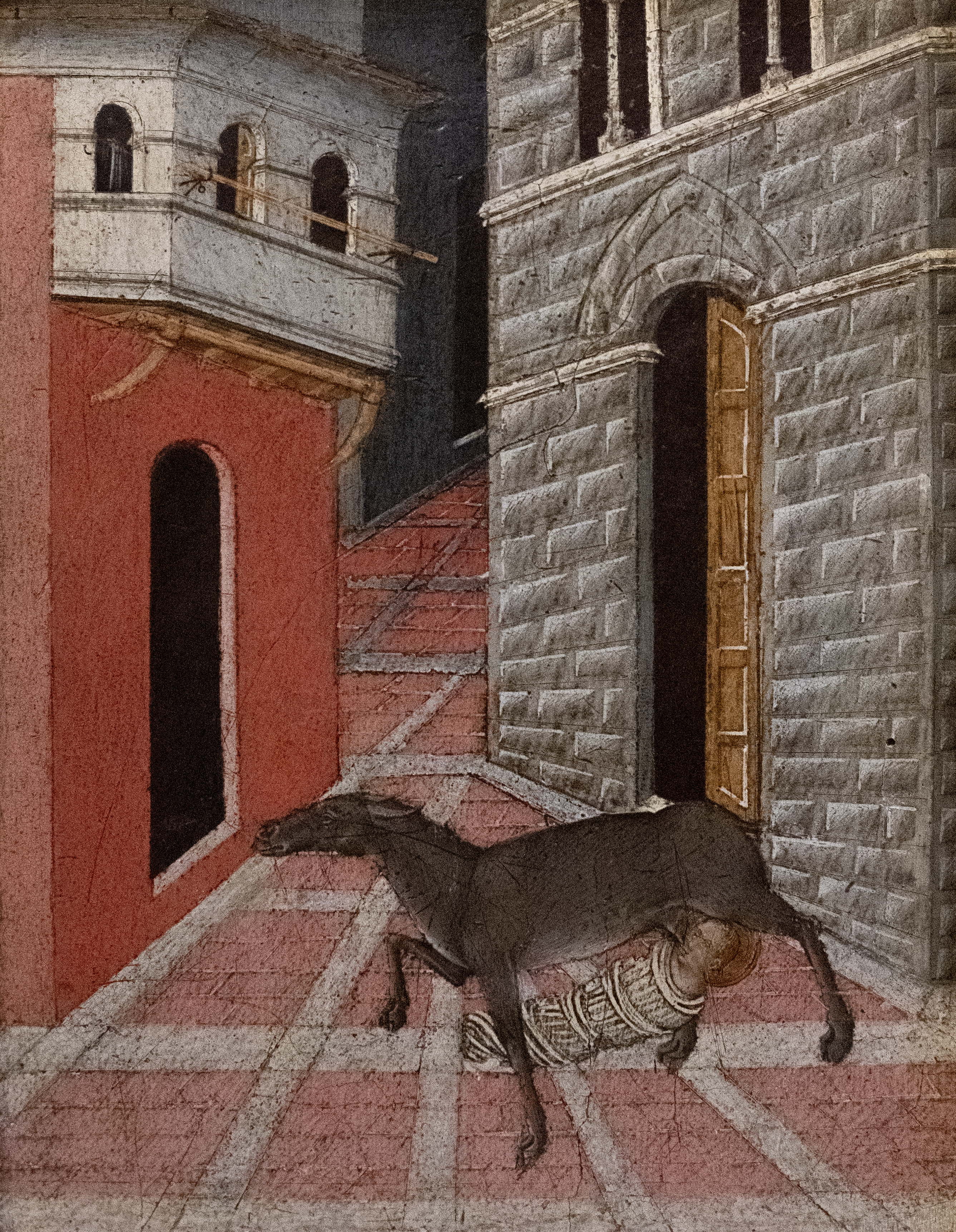
Giovanni di Paolo, Santo Stefano allattato da una cerva